# Comic Book Legal Defense Fund

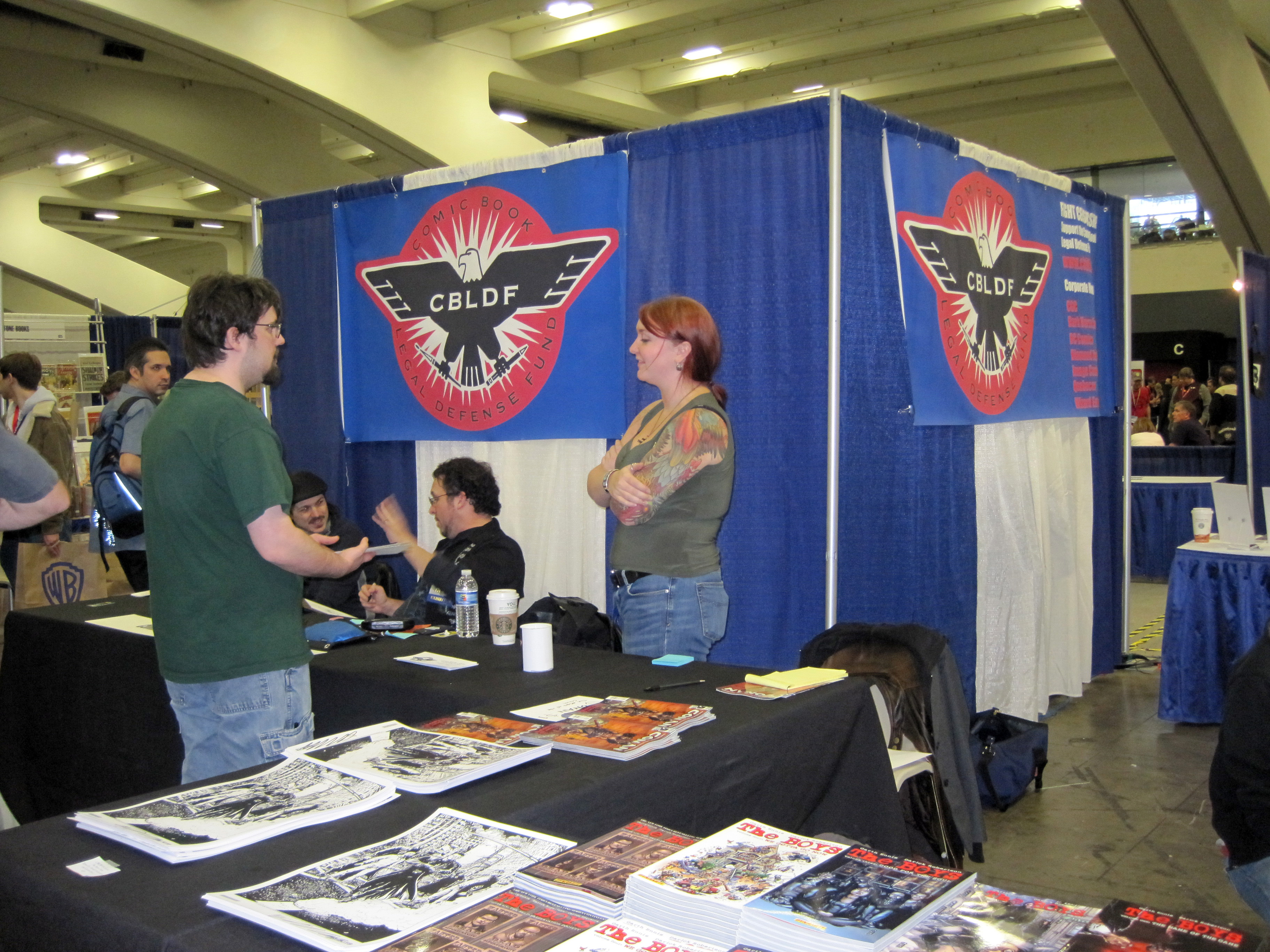
Le stand du Comic Book Legal Defence Fund à la WonderCon 2010.

Le Comic Book Legal Defense Fund ou  CBLDF est une association sans but lucratif qui s'est donnée pour mission d'aider les personnes travaillant dans le monde des comics et subissant des poursuites judiciaires en raison de ce lien avec les comics. Ce peut être ainsi des auteurs ou des vendeurs accusés de proposer des produits pornographiques.

## Historique

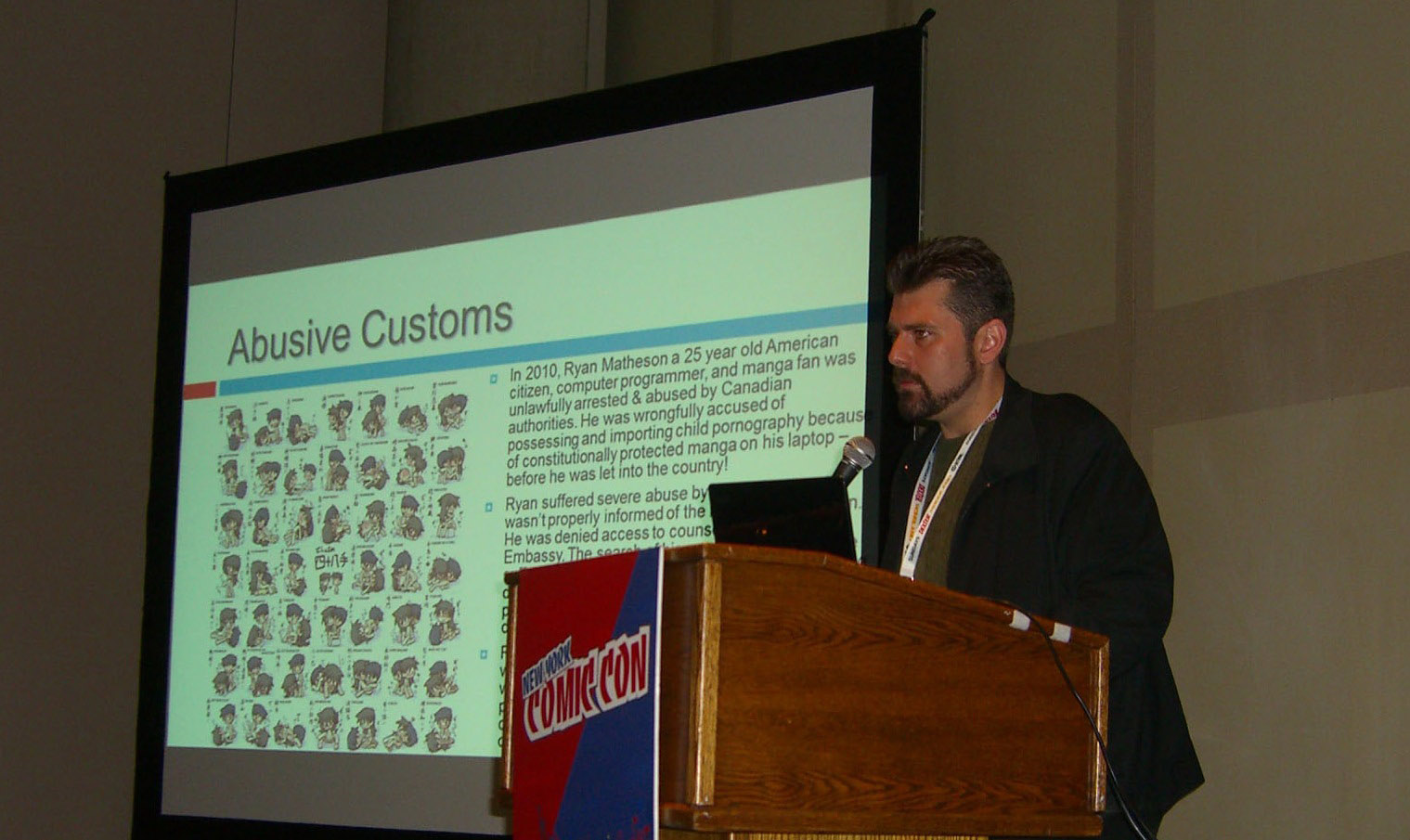
Charles Brownstein, ancien directeur exécutif du Comic Book Legal Defense Fund

Le Comic Book Legal Defense Fund est fondé en 1987 par Denis Kitchen alors qu'un vendeur de comics est poursuivi pour vente de matériel pornographique. Le vendeur est reconnu innocent en 1989 mais cette affaire montre aux auteurs, éditeurs, vendeurs qu'un soutien financier est nécessaire pour faire face aux frais d'avocats. Les accusations portées contre les personnes défendues par le CBLDF sont le plus souvent en lien avec la supposée pornographie de certains comics, de la corruption de la jeunesse ou de taxes dont elles devraient s'acquitter alors que d'autres auteurs n'y sont pas sujets.
En 2020, l'association est dans la tempête. Son directeur exécutif, Charles Brownstein, démissionne alors qu'il est accusé d'agression sexuelle contre une autrice de comics en 2005.